# Karin Kania
Karin Kania (nacida Karin Enke, Dresde, RDA, 20 de junio de 1961) es una deportista de la RDA que compitió en patinaje de velocidad sobre hielo. 
Participó en tres Juegos Olímpicos de Invierno, obteniendo en total ocho medallas: oro en Lake Placid 1980 (500 m); cuatro en Sarajevo 1984, dos de oro (1000 m y 1500 m) y dos de plata (500 m y 3000 m), y tres en Calgary 1988, dos platas (1000 m y 1500 m) y bronce (500 m).
Ganó siete medallas en el Campeonato Mundial de Patinaje de Velocidad sobre Hielo entre los años 1981 y 1988, y ocho medallas en el Campeonato Mundial de Patinaje de Velocidad sobre Hielo en Distancia Corta entre los años 1980 y 1988. Además, obtuvo tres medallas en el Campeonato Europeo de Patinaje de Velocidad sobre Hielo entre los años 1981 y 1983.

## Palmarés internacional
| Juegos Olímpicos                      | Juegos Olímpicos             | Juegos Olímpicos  | Juegos Olímpicos      |
| Año                                   | Lugar                        | Medalla           | Prueba                |
| ------------------------------------- | ---------------------------- | ----------------- | --------------------- |
| 1980                                  | Lake Placid (Estados Unidos) | Medalla de oro    | 500 m                 |
| 1984                                  | Sarajevo (Yugoslavia)        | Medalla de oro    | 1000 m                |
| 1984                                  | Sarajevo (Yugoslavia)        | Medalla de oro    | 1500 m                |
| 1984                                  | Sarajevo (Yugoslavia)        | Medalla de plata  | 500 m                 |
| 1984                                  | Sarajevo (Yugoslavia)        | Medalla de plata  | 3000 m                |
| 1988                                  | Calgary (Canadá)             | Medalla de plata  | 1000 m                |
| 1988                                  | Calgary (Canadá)             | Medalla de plata  | 1500 m                |
| 1988                                  | Calgary (Canadá)             | Medalla de bronce | 500 m                 |
| Campeonato Mundial                    |                              |                   |                       |
| Año                                   | Lugar                        | Medalla           | Prueba                |
| 1981                                  | Quebec (Canadá)              | Medalla de plata  | Clasificación general |
| 1982                                  | Inzell (RFA)                 | Medalla de oro    | Clasificación general |
| 1983                                  | Karl-Marx-Stadt (RDA)        | Medalla de plata  | Clasificación general |
| 1984                                  | Deventer (Países Bajos)      | Medalla de oro    | Clasificación general |
| 1986                                  | La Haya (Países Bajos)       | Medalla de oro    | Clasificación general |
| 1987                                  | West Allis (Estados Unidos)  | Medalla de oro    | Clasificación general |
| 1988                                  | Skien (Noruega)              | Medalla de oro    | Clasificación general |
| Campeonato Mundial en Distancia Corta |                              |                   |                       |
| Año                                   | Lugar                        | Medalla           | Prueba                |
| 1980                                  | West Allis (Estados Unidos)  | Medalla de oro    | Clasificación general |
| 1981                                  | Grenoble (Francia)           | Medalla de oro    | Clasificación general |
| 1982                                  | Alkmaar (Países Bajos)       | Medalla de plata  | Clasificación general |
| 1983                                  | Helsinki (Finlandia)         | Medalla de oro    | Clasificación general |
| 1984                                  | Trondheim (Noruega)          | Medalla de oro    | Clasificación general |
| 1986                                  | Karuizawa (Japón)            | Medalla de oro    | Clasificación general |
| 1987                                  | Sainte-Foy (Canadá)          | Medalla de oro    | Clasificación general |
| 1988                                  | West Allis (Estados Unidos)  | Medalla de plata  | Clasificación general |
| Campeonato Europeo                    |                              |                   |                       |
| Año                                   | Lugar                        | Medalla           | Prueba                |
| 1981                                  | Heerenveen (Países Bajos)    | Medalla de plata  | Clasificación general |
| 1982                                  | Heerenveen (Países Bajos)    | Medalla de plata  | Clasificación general |
| 1983                                  | Heerenveen (Países Bajos)    | Medalla de plata  | Clasificación general |